# Veľký Kostol
Velký Kostel je skalní věž lichoběžníkového tvaru. Leží v Prostředním hřebeni poblíž Prostredného hrotu.

## Topografie
Od Malého Kostola (2095,4 m) ho odděluje Zadní Branická, od Chmurnej veže (2257,9 m) zase Branička. Směrem od Bráničky se ještě rozeznává Kopa a Věža Veľkého Kostela. Na JZ směrem do Veľké Studené doliny spadá elegantní, asi 65-metrovou stěnou.

## Zajímavé výstupy
- 1902 Prvovýstup JV hřebenem s obcházením, F. Habesch, II.
- 1908 Prvovýstup SZ hřebenem s obcházením (z Branická) Gyula Komarnicki, S. Laufer a A. Martin, lámavá skála, II.
- 1954 Prvovýstup středem JZ stěny Ivan Gálfy a J. Poljak, V.

Několik cest (obtížnosti cca IV) vede i SV stěnou ze strany Malé Studené doliny.

## Galerie

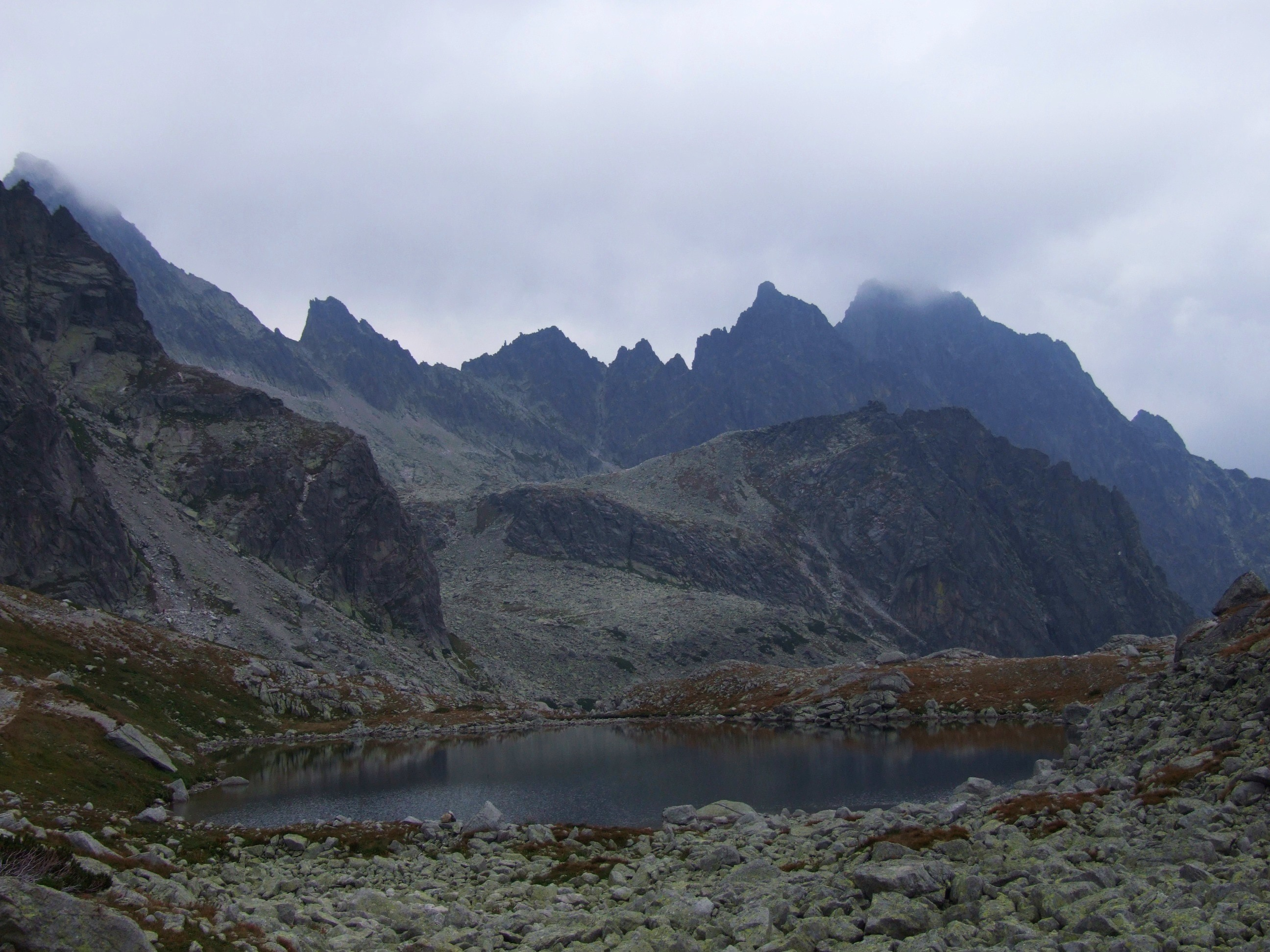
Skupina Prostředního hrotu, celkem vpravo Velký Kostel.
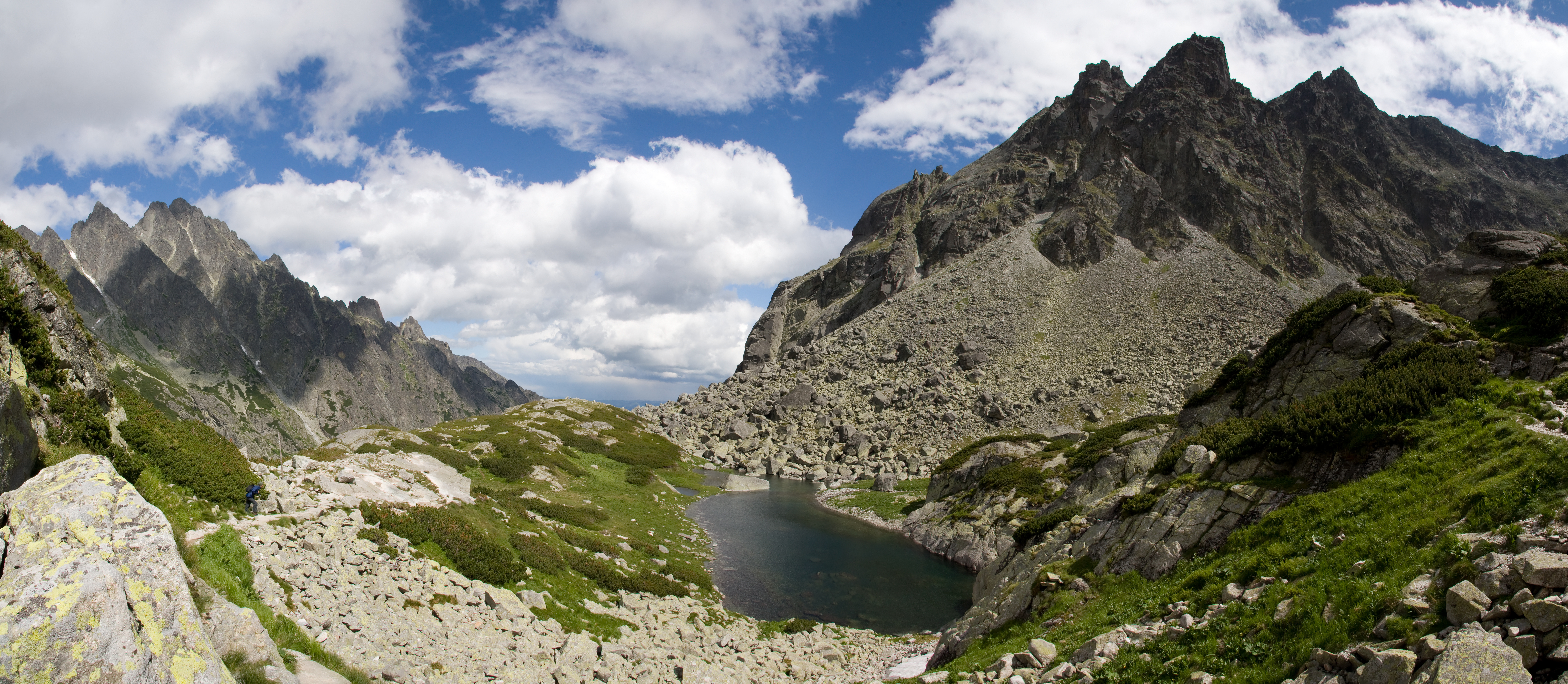
zleva Žlutá věž a dvojvrchol Malý - Prostredný hrot, pod ním Velký a Malý Kostel. Vpravo věže v Slavkovském štítě .
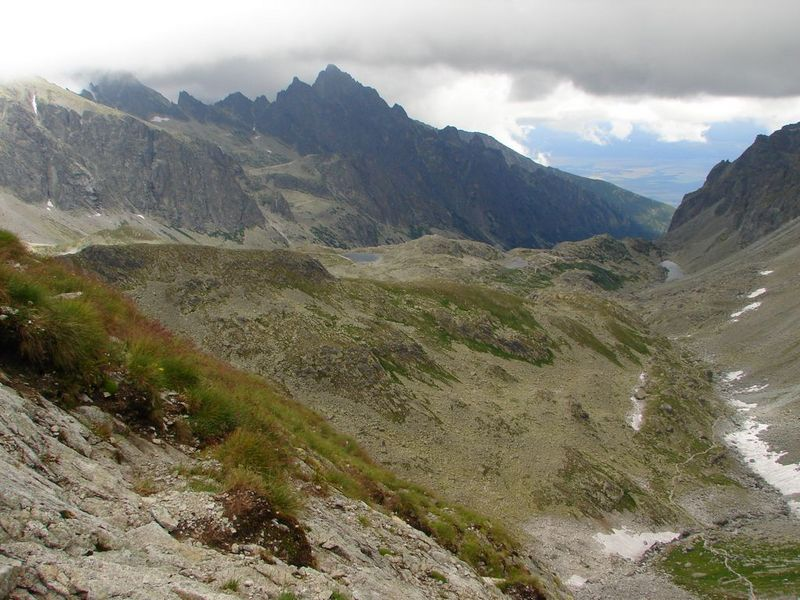
Vpravo pod Prostředním hrotem chmurná věž, Kostely již trochu splývají s pozadím.